# Valerie Dore
Valerie Dore, pseudonimo di Monica Stucchi (Milano, 28 maggio 1963), è una cantante italiana.
Valerie Dore era il nome di un progetto musicale Italo disco creato nel 1984 dal produttore Lino Nicolosi. Lo pseudonimo è utilizzato ora come nome d'arte da Monica Stucchi. Col nome di Valerie Dore sono stati pubblicati diversi singoli e un album nel periodo compreso tra il 1984 e 1986. La cantante principale in "The Night" è Dora Carofiglio, poi diventata moglie di Lino Nicolosi,  mentre in "Get closer" e "It's so easy" la voce è di Rossana Nicolosi, assistita da Dora Carofiglio, entrambe dei Novecento. Le voci principali sull'album The Legend sono invece state incise dalla stessa Monica Stucchi, con cori cantati da Simona Zanini di Radiorama, Doctor's Cat e Raggio di Luna/Moon Ray. Stucchi ha cantato anche i successivi singoli di Valerie Dore e ha effettuato tutte le apparizioni pubbliche.

## Biografia
Nata a Milano nel 1963, nel 1977, quando ancora frequenta il liceo artistico, Monica Stucchi appare in programmi televisivi e si esibisce in vari pub del milanese come voce femminile del gruppo bluegrass Watermelon String Band del suonatore di banjo Bruno Guaitamacchi.

### L'esordio
A seguito dell'incontro con il nascente produttore discografico Roberto Gasparini, titolare dell'allora Merak music, Stucchi debutta nel 1983 come interprete e volto del singolo The Night, brano scritto da Giuseppe Nicolosi dei Novecento (musica) e da Barbara Lynn Addoms (testo), e prodotto in studio da Lino Nicolosi e dallo stesso Gasparini. Questo brano era considerevolmente influenzato da un nuovo tipo di Italo disco che Gazebo e Savage avevano all'epoca introdotto come Romantic Dance. A parte le eccellenti doti vocali di Dora Carofiglio, fu l'eccentrico personaggio di palcoscenico dall'aspetto nuovo ed estroso con vesti prevalentemente in pizzo e movenze lente impersonato dalla Stucchi a determinare il successo. Questo contribuì, in particolare in Italia, a essere Monica Stucchi il marchio famoso Valerie Dore.
Vengono successivamente incisi due nuovi singoli di successo nell'ambito della stessa équipe musicale. Get Closer nel 1984, con la musica composta dai fratelli Nicolosi e le liriche di Barbara Addoms, che è un brano con degli arrangiamenti ipnotici e quasi identici al precedente singolo The Night, e che sul piano canoro vede la voce di Rossana Nicolosi. Il terzo singolo che appare nell'aprile 1985 durante la trasmissione televisiva AZZURRO,  sempre con la voce di Rossana Nicolosi, con la musica composta da Dora Carofiglio/fratelli Nicolosi ed i testi scritti da Naïmy Hackett, è It's So Easy. Dall'estate 1984 Valerie Dore promuove i tre singoli in parecchie trasmissioni europee ed entra subito nelle vette di molte classifiche europee. Entrambi i dischi sono stati prodotti in coproduzione da Lino Nicolosi e da Roberto Gasparini.

### Un nuovo inizio
In vista della produzione del nuovo album, nel 1985 Monica Stucchi sempre col suo nome d'arte Valerie Dore e continuando ancora la collaborazione col suo unico produttore Roberto Gasparini, cambia squadra d'autori affidandosi alla sensibilità musicale di Marco Tansini per le composizioni e gli arrangiamenti, e alla italo-americana Simona Zanini per quanto riguarda i testi in inglese.
Il concept album The Legend uscito nell'aprile 1986 è ispirato alla leggenda dei Cavalieri della Tavola rotonda, e rappresenta una contaminazione musicale tra il pop, la dance ed il folk inglese, segnando un cambio di stile. I singoli King Arthur (sigla nel 1986 della trasmissione televisiva RAI Discoring) e Lancelot sono i brani di maggior successo dell'album presentato in programmi televisivi europei e in parecchi Italiani tra cui AZZURRO , Festivalbar , Riva del Garda e Vota la voce.
Nel 1987 Monica alias Valerie Dore accetta l'invito a Londra da parte di KP Schleinitz per la realizzazione del nuovo singolo Wrong Direction, che si auto-produce col futuro marito Mauro Zavagli con la loro etichetta MZM e incidono in studi londinesi con la collaborazione tecnica di Ralph P. Ruppert e musicale Mark Price e Nick Beggs. Il disco esce solo in Italia (con EMI Italia) nel 1988. Per questo brano , dal suono particolarmente curato nella sua versione extended, Valerie sceglie nuovamente un cambio di look e si presenta in uno stile sempre estroso ma più serioso, collegiale nei passaggi televisivi e servizi fotografici.
Negli anni successivi i brani di Valerie Dore continuano ad essere pubblicati: in antologie come The Best of Valerie Dore, in versioni remix, in numerose antologie di musica dance o riproposte in nuovi Paesi come ristampe delle versioni originali, e promozionate da video e da vecchie registrazioni televisive in cui Monica Stucchi alias Valerie Dore appare sempre con sue vecchie e nuove registrazioni video. Escono brani anche in versione cover, come The Night riproposta nella versione di Scooter nel 2003.
La Dore è classificata nel genere discomusic o italodisco, sebbene la sua personalità e scelta musicale sia sempre stata molto diversa dal modello di musica da discoteca prevalente all'epoca.

### Lontana dalla scena
Si trasferisce in seguito per qualche tempo in Madagascar col marito, dove collabora con un gruppo musicale locale. Rientrati in Italia, i due coniugi si occupano anche di restauro e aprono una galleria d'arte a Milano. Negli anni seguenti di distanza dalle scene musicali, la Stucchi svolge varie attività: lavora come investigatrice privata e collabora con un'agenzia teatrale. Nel 2000 la coppia si divide e la Stucchi si ritira a vita privata. Dal 2005, si registrano, seppur fortuitamente, alcune sue esibizioni. Frattanto ricontatta il vecchio compositore di The Legend e incide due brani, scrivendone i testi, che però non risultano essere stati pubblicati. Congela nuovamente ogni rientro pubblico per ragioni di vita privata, ma continua a comporre ed incidere senza pubblicare.

## Ritorno
Nel novembre 2006 incide il singolo How Do I Get to Mars? pubblicato nella compilation ConGarbo. Sebbene sia solita utilizzare un'estensione di tre ottave, la Dore utilizza per il brano un'impostazione vocale greve e fiatata. Ha anche creato il proprio sito ufficiale in italiano.
Nella puntata di Matricole & Meteore andata in onda il 18 marzo 2010 ha partecipato come ospite, ritornando in televisione dopo oltre vent'anni.
Dal maggio 2009 Valerie Dore è intenta a cercare collaborazioni con musicisti ed artisti, per poter rilanciare il suo nuovo lavoro.

## Discografia

### Album in studio
- 1986 - The Legend

### Raccolte
- 1992 - The Best Of
- 2014 - Greatest Hits & Remixes

### Singoli
- 1983 - The night/The night (instrumental) (Merak Music , MK 100 NP) (7") (ITA #14)
- 1984 - Get closer (vocal version)/Ger closer (instrumental version) (Merak Music , MKX 700) (12") (ITA #12)
- 1985 - It's so easy (vocal version)/It's so easy (instrumental version) (Merak Music , MKNP 610 NP) (ITA #13)
- 1986 - Lancelot/Guinnevere (EMI, 06 2012247) (7") (ITA #9)
- 1986 - King Arthur/The magic rain (EMI – 06 2014017) (7") (ITA #26)
- 1988 - Wrong direction/Wrong direction (instrumental version) (MZM Production, 06 2026977) (7") ITA #23)
- 2006 - How do I get to Mars?